# Yunnan-Zwergspitzmaus
Die Yunnan-Zwergspitzmaus (Chodsigoa parva) ist eine Spitzmausart aus der Gattung der Chodsigoa. Sie ist endemisch in der Volksrepublik China und konnte bisher nur in der Likiang-Kette im Westen der Provinz Yunnan nachgewiesen werden.

## Merkmale
Über die arttypischen Merkmale der Yunnan-Zwergspitzmaus liegen keine Informationen vor, obwohl sie als Art anerkannt ist. Sie gehört zu den kleinsten Spitzmausarten und ist kleiner als die Gansu-Spitzmaus (Chodsigoa lamula), mit der sie zeitweise synonymisiert wurde.
| 1 | · | 3 | · | 1 | · | 3 | = 28 |
| 1 | · | 1 | · | 1 | · | 3 | = 28 |

Wie alle Arten der Gattung besitzt die Art im Oberkiefer pro Hälfte einen Schneidezahn (Incisivus) und danach drei einspitzige Zähne, einen Vorbackenzahn (Praemolar) und drei Backenzähne (Molares). Im Unterkiefer besitzt sie dagegen einen einzelnen Eckzahn (Caninus) hinter dem Schneidezahn. Insgesamt verfügen die Tiere damit über ein Gebiss aus 28 Zähnen. Die Zahnwurzeln sind wie bei den meisten Rotzahnspitzmäusen rot gefärbt.

## Verbreitung

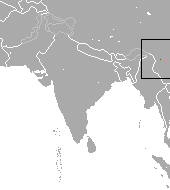
Verbreitungsgebiet der Yunnan-Zwergspitzmaus (rot)

Die Yunnan-Zwergspitzmaus konnte bislang nur in der Likiang-Kette im Westen der Provinz Yunnan nachgewiesen werden, von wo das Typusexemplar der Erstbeschreibung stammt.
Die Höhenverbreitung liegt wahrscheinlich bei etwa 3000 Metern.

## Lebensweise
Über die Lebensweise dieser Art liegen keine Daten vor. Wie alle Spitzmäuse ernähren sich auch die Arten der Gattung Chodsigoa von wirbellosen Tieren.

## Systematik
Die Yunnan-Zwergspitzmaus wird als eigenständige Art innerhalb der Gattung Chodsigoa eingeordnet, die aus acht Arten besteht. Die wissenschaftliche Erstbeschreibung stammt von Glover Morrill Allen aus dem Jahr 1923, der ein Individuum aus der Likiang-Kette im Westen der Provinz Yunnan beschrieb. Ursprünglich wurde die Art als Unterart oder Synonym der Gansu-Spitzmaus (Chodsigoa lamula) angesehen, der Artstatus wurde jedoch mittlerweile bestätigt.
Innerhalb der Art wird neben der Nominatform Chodsigoa parva parva keine weitere Unterart unterschieden.

## Bedrohung und Schutz
Die Yunnan-Zwergspitzmaus wird von der International Union for Conservation of Nature and Natural Resources (IUCN) in keine Gefährdungskategorie eingeordnet, da kaum Daten zu der Art verfügbar sind („data deficient“). Konkrete Bestandszahlen und Gefährdungen für die Art sind nicht bekannt.

## Belege
1. 1 2 3 4 5 6  Robert S. Hoffmann, Darrin Lunde: Pygmy Red-Toothed Shrew. In: Andrew T. Smith, Yan Xie: A Guide to the Mammals of China. Princeton University Press, Princeton NJ 2008, ISBN 978-0-691-09984-2, S. 308–309.
2. 1 2 3  Chodsigoa parva (Memento vom 10. November 2013 im Internet Archive). In: Don E. Wilson, DeeAnn M. Reeder (Hrsg.): Mammal Species of the World. A taxonomic and geographic Reference. 2 Bände. 3. Auflage. Johns Hopkins University Press, Baltimore MD 2005, ISBN 0-8018-8221-4.
3. 1 2  Chodsigoa parva in der Roten Liste gefährdeter Arten der IUCN 2013.1. Eingestellt von: A.T. Smith, C.H. Johnston, 2008. Abgerufen am 16. Juli 2013.